# Begaljica
Begaljica (izvirno srbsko Бегаљица) je naselje v Srbiji, ki upravno spada pod Mestno občino Grocka; slednja pa je del Mesta Beograd.

## Demografija
V naselju, katerega izvirno (srbsko-cirilično) ime je Бегаљица, živi 2638 polnoletnih prebivalcev, pri čemer je njihova povprečna starost 41,3 let (39,6 pri moških in 42,9 pri ženskah). Naselje ima 1061 gospodinjstev, pri čemer je povprečno število članov na gospodinjstvo 3,04.
To naselje je v glavnem srbsko (glede na popis iz leta 2002).
|  |

| Demografija | Demografija     | Demografija     |
| Leto        | Št. prebivalcev | Št. prebivalcev |
| ----------- | --------------- | --------------- |
|             |                 |                 |
|             |                 |                 |
|             |                 |                 |
|             |                 |                 |
| 1948        | 3175            |                 |
| 1953        | 3301            |                 |
| 1961        | 3449            |                 |
| 1971        | 3604            |                 |
| 1981        | 3842            |                 |
| 1991        | 3880            | 3328            |
| 2002        | 3775            | 3255            |
|             |                 |                 |

| Etnična sestava po popisu iz leta 2002 | Etnična sestava po popisu iz leta 2002 | Etnična sestava po popisu iz leta 2002 | Etnična sestava po popisu iz leta 2002 | Etnična sestava po popisu iz leta 2002 |
| -------------------------------------- | -------------------------------------- | -------------------------------------- | -------------------------------------- | -------------------------------------- |
| Srbi                                   | Srbi                                   |                                        | 3.147                                  | 96,68%                                 |
| Romi                                   | Romi                                   |                                        | 36                                     | 1,10%                                  |
| Romuni                                 | Romuni                                 |                                        | 8                                      | 0,24%                                  |
| Črnogorci                              | Črnogorci                              |                                        | 5                                      | 0,15%                                  |
| Muslimani                              | Muslimani                              |                                        | 5                                      | 0,15%                                  |
| Hrvati                                 | Hrvati                                 |                                        | 4                                      | 0,12%                                  |
| Bolgari                                | Bolgari                                |                                        | 4                                      | 0,12%                                  |
| Jugoslovani                            | Jugoslovani                            |                                        | 2                                      | 0,06%                                  |
| Slovaki                                | Slovaki                                |                                        | 1                                      | 0,03%                                  |
| Makedonci                              | Makedonci                              |                                        | 1                                      | 0,03%                                  |
| Neznano                                | Neznano                                |                                        | 1                                      | 0,03%                                  |